# Euphorbia clandestina

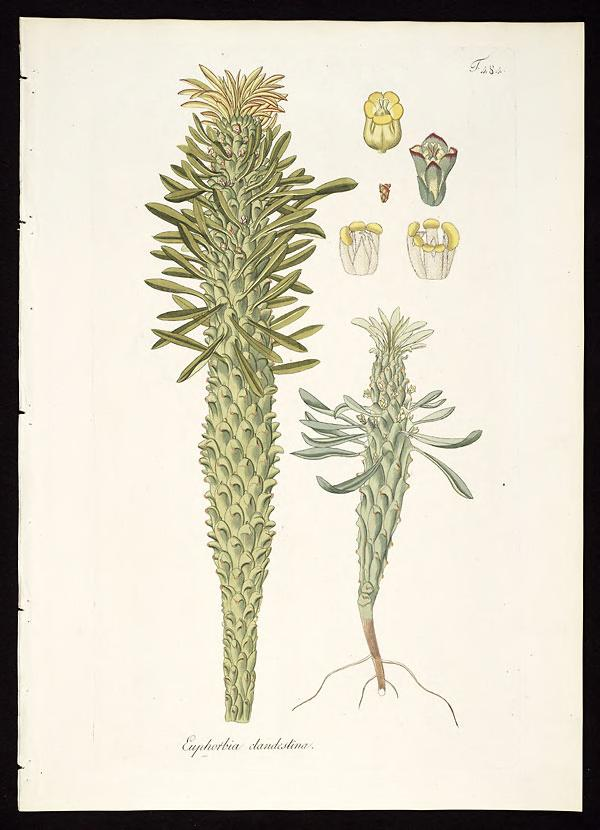
Illustration aus der Erstbeschreibung von 1804

Euphorbia clandestina ist eine Pflanzenart aus der Gattung Wolfsmilch (Euphorbia) in der Familie der Wolfsmilchgewächse (Euphorbiaceae).

## Beschreibung
Die sukkulente Euphorbia clandestina bildet dicke, krautartige Pflanzen mit einem 30 bis 60 Zentimeter hohen Stamm aus. Dieser ist nur selten verzweigt und wird bis 3,7 Zentimeter dick. Er ist mit hervortretenden und wenig zurückgebogenen Warzen besetzt und durch diese in gemustert. Diese Warzen werden bis 8 Millimeter lang und stehen in vielen spiralig angeordneten Reihen am Stamm. Die linealischen Blätter werden bis 37 Millimeter lang und 4 Millimeter breit. Sie stehen an der Triebspitze in Büscheln und sind nicht sukkulent.
Der Blütenstand besteht aus einzelnen und sitzenden Cyathien, die von sieben bis neun Tragblättern umschlossen sind. Die eiförmigen Tragblätter werden bis 4 Millimeter lang und 3 Millimeter breit. Sie überlappen sich und sind an der Innenseite grün und außen purpurn gefärbt. Die Cyathien erreichen etwa 2,7 Millimeter im Durchmesser und sind mit sehr kleinen Flaumhaaren besetzt. Die länglichen Nektardrüsen sind gelb gefärbt. Die nahezu kugelförmigen und sitzenden Früchte werden 5 Millimeter groß und tragen auf der Oberfläche ebenfalls sehr kleine Flaumhaare. Über den Samen ist nichts bekannt.

## Verbreitung und Systematik
Euphorbia clandestina ist in der südafrikanischen Provinz Westkap verbreitet.
Die Erstbeschreibung der Art erfolgte 1804 durch Nikolaus Joseph von Jacquin.